# 安德烈·阿布里科索夫
安德烈·利沃维奇·阿布里科索夫 (俄語：Андрей Львович Абрикосов；1906年—1973年）是苏联电影演員。苏联人民艺术家。

## 生平
1925年搬到莫斯科。1926年起在马利剧院舞台演出。他的成名之作是在1930年影片《静静的顿河》中饰演主角麦列霍夫。在1938年影片《亞歷山大·涅夫斯基》中饰演勇士阿立克西契，获得1941年斯大林奖。
他还在1956年影片《伊利亚·穆罗梅茨》以及1973年影片《鲁斯兰与柳德米拉》中饰演弗拉基米尔公爵。
1973年10月在莫斯科去世。安葬于新圣女公墓。

## 主要出演电影
| 年份 | 电影                  | 饰演                        | 注释                 |
| ---- | --------------------- | --------------------------- | -------------------- |
| 1930 | 《静静的顿河》        | 葛利高里·麦列霍夫           |                      |
| 1935 | 《恶魔的小路》        | 奥卡托夫                    |                      |
| 1936 | 《党证》              | 库加诺夫                    |                      |
| 1938 | 《亞歷山大·涅夫斯基》 | 加夫里拉·阿立克西契（勇士） | 1941年获斯大林一等奖 |
| 1939 | 《最高的奖赏》        | 米哈伊洛夫                  |                      |
| 1940 | 《第五大洋》          | 希罗科夫（飞行员）          |                      |
| 1941 | 《前线女友》          | 谢尔盖                      |                      |